# Comuna Valea Seacă, Iași
Valea Seacă (în trecut, și Topile) este o comună în județul Iași, Moldova, România, formată din satele Conțești, Topile și Valea Seacă (reședința).

## Așezare
Comuna se află în nord-vestul județului, la nord de municipiul Pașcani. Este străbătută de șoseaua județeană DJ208, care o leagă spre nord de Lespezi și mai departe în județul Suceava de Dolhasca, Dolhești, Preutești și Fălticeni (unde se termină în DN2), și spre sud de Pașcani (unde se intersectează cu DN28A), Mogoșești-Siret, Stolniceni-Prăjescu, Hălăucești, Mircești și în județul Neamț de Săbăoani (unde se termină tot în DN2). Prin comună trece și calea ferată Pașcani-Târgu Neamț, pe care este deservită de halta Topile.

## Demografie
Componența etnică a comunei Valea Seacă
     Români (90,41%)
     Romi (1,19%)
     Alte etnii (0,18%)
     Necunoscută (8,22%)
Componența confesională a comunei Valea Seacă
     Ortodocși (89,81%)
     Alte religii (1,76%)
     Necunoscută (8,43%)
Conform recensământului efectuat în 2021, populația comunei Valea Seacă se ridică la 5.111 locuitori, în scădere față de recensământul anterior din 2011, când fuseseră înregistrați 5.471 de locuitori. Majoritatea locuitorilor sunt români (90,41%), cu o minoritate de romi (1,19%), iar pentru 8,22% nu se cunoaște apartenența etnică. Din punct de vedere confesional, majoritatea locuitorilor sunt ortodocși (89,81%), iar pentru 8,43% nu se cunoaște apartenența confesională.

## Politică și administrație
Comuna Valea Seacă este administrată de un primar și un consiliu local compus din 15 consilieri. Primarul, Neculai Miron[*], de la Partidul Social Democrat, este în funcție din octombrie 2020. Începând cu alegerile locale din 2024, consiliul local are următoarea componență pe partide politice:
|  | Partid                          | Consilieri | Componența Consiliului | Componența Consiliului | Componența Consiliului | Componența Consiliului | Componența Consiliului | Componența Consiliului | Componența Consiliului | Componența Consiliului |
|  | ------------------------------- | ---------- | ---------------------- | ---------------------- | ---------------------- | ---------------------- | ---------------------- | ---------------------- | ---------------------- | ---------------------- |
|  | Partidul Social Democrat        | 8          |                        |                        |                        |                        |                        |                        |                        |                        |
|  | Partidul Național Liberal       | 4          |                        |                        |                        |                        |                        |                        |                        |                        |
|  | Partidul Mișcarea Populară      | 2          |                        |                        |                        |                        |                        |                        |                        |                        |
|  | Alianța pentru Unirea Românilor | 1          |                        |                        |                        |                        |                        |                        |                        |                        |

## Istorie
La sfârșitul secolului al XIX-lea, comuna nu exista, satele ei aparținând comunei Pașcani. Anuarul Socec din 1925 consemnează formarea comunei Valea Seacă în cadrul plășii Pașcani a județului Suceava, având 4917 locuitori în satele Conțești, Gâștești, Topilele și Valea Seacă. În 1931, comuna a luat numele de Topile și a devenit comună suburbană a comunei urbane Pașcani în cadrul județului Baia. Ulterior, a revenit la denumirea de Valea Seacă.
În 1950, comuna a trecut în administrarea raionului Pașcani din regiunea Iași. În 1968, a trecut la județul Iași, pierzând satul Gâștești, trecut în administrarea orașului Pașcani.

## Monumente istorice
Trei obiective din comuna Valea Seacă sunt incluse în lista monumentelor istorice din județul Iași ca monumente de interes local, toate fiind clasificate ca situri arheologice: situl din „Dealul Obștei” (200 m sud-est de satul Conțești) cuprinde așezări din secolele al II-lea–al III-lea e.n. (epoca romană) și secolul al IV-lea e.n. (epoca daco-romană); situl de la „Țintirim” (500 est de Conțești, pe malul stâng al pârâului Conțeasca) conține urme de așezări din secolul al IV-lea e.n., secolele al V-lea–al VI-lea e.n. (epoca migrațiilor), secolele al XIV-lea–al XV-lea și al XVI-lea–al XVII-lea (epoca medievală); și situl de pe „Dealul Catargii” (1 km nord-vest de satul Topile) este format din două așezări, una din paleoliticul superior (gravettianul final) și una din eneoliticul final (cultura Horodiștea-Erbiceni).